# Гордієнко Анатолій Леонтійович
Гордієнко Анатолій Леонтійович (нар. 8 лютого 1938, Харків, Україна) — український державний та політичний діяч, народний депутат України 1-го скликання, генеральний директор колективного підприємства «Газбуд» (1998), голова профспілки працівників ВАТ «Харківгаз».

## Життєпис
Народився у родині робітника, українець, освіта вища, інженер-механік, Харківський політехнічний інститут імені В. І. Леніна.
З 1952 року — учень технологічного технікуму, м. Харків.
З 1956 року — майстер прядильної фабрики, м. Актюбінськ, Казахської РСР.
З 1957 року — 2-й секретар Актюбінського міського комітету комсомолу.
З 1960 року — служба в Радянській армії. Член КПРС з 1960 по 1991.
З 1961 року — контролер ВТК; інженер; старший інженер заводу імені Дзержинського, м. Харків.
З 1966 року — 1-й секретар Київського районного комітету ЛКСМУ міста Харкова.
З 1969 року — інструктор організаційного відділу Харківського обласного комітету КПУ.
З 1970 року — 1-й секретар Харківського обласного комітету ЛКСМУ.
З 1973 року — директор дирекції «Донець-Харківводбуд», м. Харків.
З 1980 року — керуючий міжобласним трестом «Харківгазкомунбуд». Генеральний директор проектно-будівельного об'єднання «Газбуд».
18.03.1990 року обраний Народним депутатом України, 2-й тур, 50,42 % голосів, 4 претендентів. Входив до групи «За радянську суверенну Україну». Член Комісії ВР України з питань будівництва, архітектури та житлово-комунального господарства.

## Нагороди та звання
Нагороджений орденом Трудового Червоного Прапора, медалями лауреат премії РМ СРСР, присвоєне почесне звання «Заслужений працівник житлово-комунального господарства УРСР».